# 土倉庄三郎

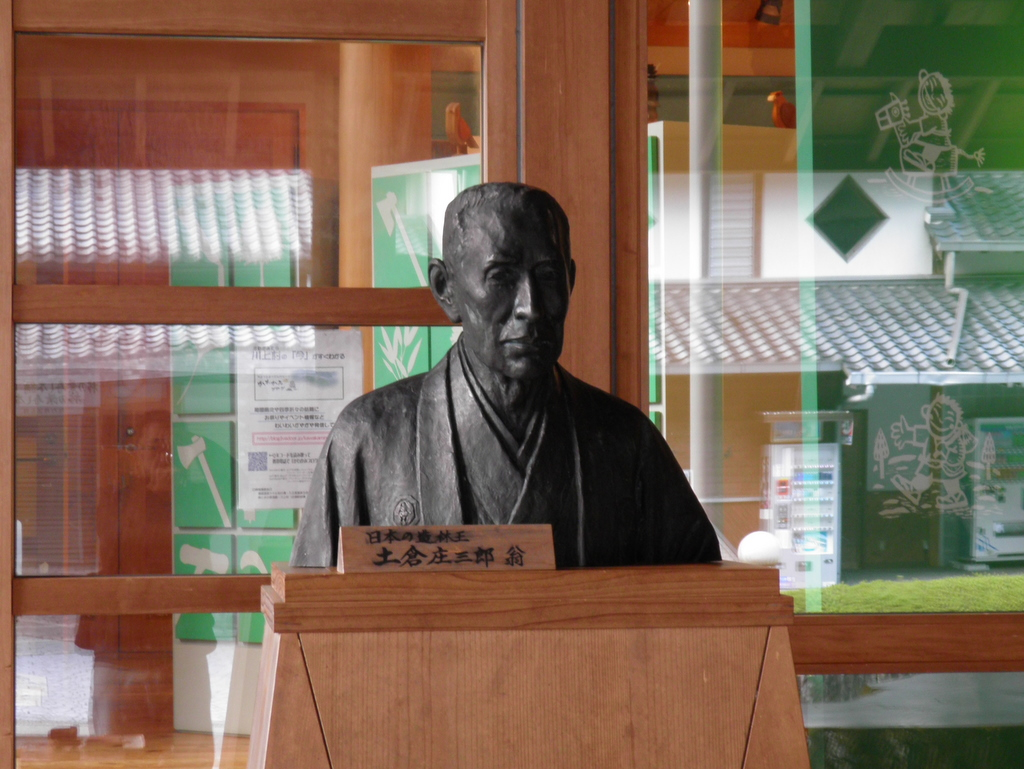
土倉庄三郎の胸像（写真1）

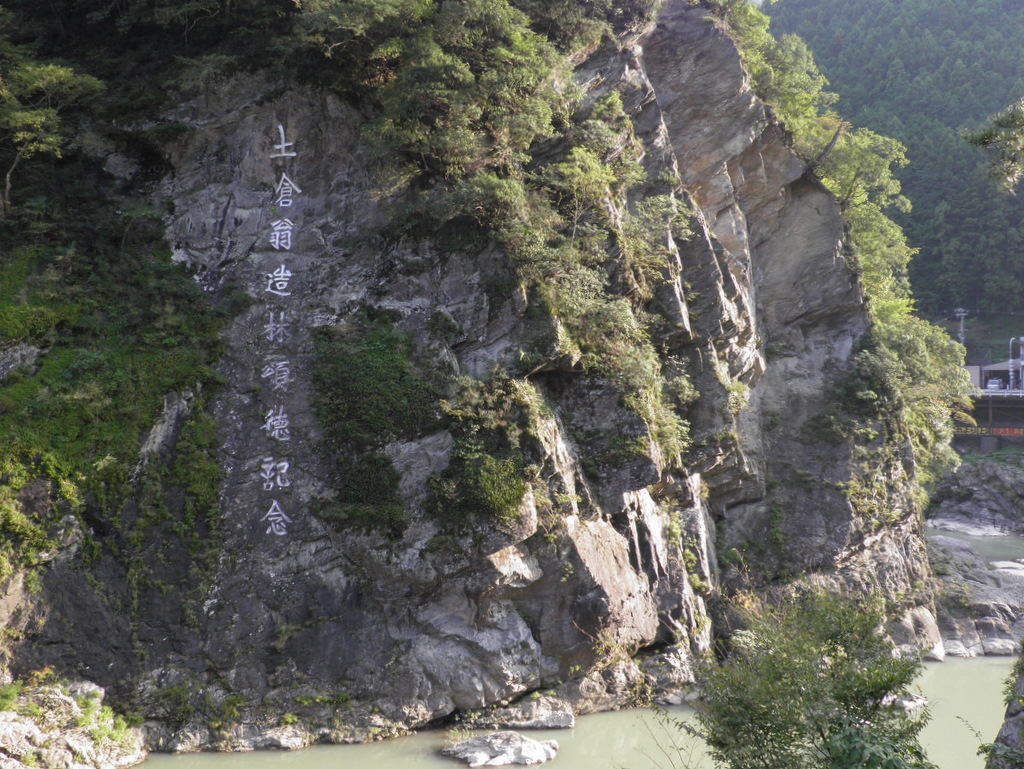
磨崖碑「土倉翁造林頌徳記念」（写真2）

土倉 庄三郎（どぐら しょうざぶろう、1840年5月11日（天保11年4月10日） - 1917年（大正6年）7月19日）は、日本の林業家、奈良県多額納税者。幼名は、丞之助。族籍は奈良県平民。明治期における吉野林業および日本林業の先覚者、指導者であった。

## 経歴
1840年5月11日（天保11年4月10日）、大和国吉野郡大滝村（今の奈良県吉野郡川上村大滝）で生まれる。土倉庄三郎の長男。父の庄右衛門も林業家だった。1856年（安政3年）に父に代わり家業に従事、名を庄三郎と改める。その後、大滝郷総代、吉野材木方総代（伐採した木材を運搬する際の監督役）を務めた。
1868年（明治元年）に紀州藩による吉野川（紀の川）流下木材の口銭徴収反対運動を起こして、民部省に請願し廃止させた。1872年（明治5年）には、水陸海路御用掛を拝命し吉野川の水路改修に尽力する。また1873年（明治6年）には東熊野街道の開設を計画し、1879年（明治12年）に着工、1887年（明治20年）に完成させる（現在の国道169号の奈良県南部の区間の原形）。この他にも吉野川沿いの道路改修に尽力した。
また鉄道計画にも参加し、1899年（明治32年）に吉野鉄道株式会社の設立にも携わっている（近鉄吉野線の前身にあたる吉野鉄道（設立当初は吉野軽便鉄道）とは別の会社。経緯に関しては吉野鉄道#まぼろしの吉野鉄道を参照）。
林業家としては吉野郡内で九千町歩の山林経営を手がけ、伝来の山林培法によって造林に努める。1887年（明治20年）から1897年（明治30年）にかけては静岡県天竜川流域、群馬県伊香保、兵庫県但馬地方、滋賀県西浅井町でも造林事業を行った。また奈良公園の森林改良にも携わる。このような功績から還暦には山縣有朋から「樹喜王」の祝号を贈られている。墓所は川上村龍泉寺。

## 人物

### 教育
教育には極めて熱心であった。私費で地元の川上村に奈良県初の小学校を開設した。同志社大学・日本女子大学の創設に際しては多額の設立基金を寄付するなど、物心両面の協力を惜しまなかった。
自身の子供の教育にも熱心であり、男女11人の子供のほとんどを同志社に通わせている。次女のマサ（1871年生まれ）は同志社女学校のほか、米国ペンシルベニア州のブリンマーカレッジ（1897年卒）でも学ばせた。

### 自由民権運動
明治10年（1877年）頃から自由民権家らと交流し、明治13年（1880年）には、中島信行の遊説の際に資金を提供して以降、自由民権運動のパトロンと目されるようになる。明治14年（1881年）に大阪で立憲政党（近畿自由党）が結成されると、これに加わり日本立憲政党新聞（明治15年・1882年創刊、大阪毎日新聞の源流の一つ）の出資者となる（6万円を寄付）。また自由民権運動の主導者として知られる板垣退助とも親交があり、彼の西欧視察の洋行費を出している。さらに大隈重信とも昵懇であった。
この他、景山英子、金玉均、新島襄らとも交流があった。「土倉詣で」をした賓客として、中島・板垣・新島の他に伊藤博文・井上馨・山縣有朋・後藤象二郎・品川弥二郎・古沢滋・成瀬仁蔵等が知られている。

## 栄典
- 1902年（明治35年）2月22日 - 勲六等瑞宝章[15]

## 顕彰碑等
土倉の住所は奈良県吉野郡川上村大字大瀧にあった。川上村では土倉庄三郎翁生誕地周辺整備事業が行われている。
奈良県吉野郡川上村西河にある山幸彦のもくもく館（川上村林業資料館）の入口には土倉庄三郎の胸像があった（写真1）。しかし、川上村林業資料館は2014年の火災で一部焼損したため閉館となった。既存の胸像については移設が計画されている。
土倉翁屋敷跡
土倉の屋敷跡で銅像も建立されている。川上村指定文化財（歴史記念物）。
土倉翁造林頌徳記念岸壁碑文
奈良県吉野郡川上村大滝集落の対岸にある鎧掛岩（国道169号の対岸）には、「土倉翁造林頌徳記念」と彫られた磨崖碑がある（幅1.8m、全長23.6m、文字の深さ36cm）。この磨崖碑は、大正10年（1921年）に土倉庄三郎に林業を教わった本多静六によって作られた。文字は後藤朝太郎が書いたもので、和田誠一郎という人物が約2カ月をかけて彫った（同地案内板より、写真2）。川上村指定文化財（歴史記念物））。

## 百回忌・記念式典
2016年6月19日、川上村において、百回忌法要（龍泉寺）・没後100年記念式典（やまぶきホール）が行われた。式典では、幅広い分野に貢献した庄三郎の遺徳を偲んだ。ジャーナリストで庄三郎研究者である田中淳夫の基調講演の後、シンポジウムなどが開催された。席上、学校法人同志社の大谷実総長は「土倉翁の存在がなかったら、同志社の設立は違ったものになった。同志社にとって忘れがたい恩人」と述べ、また日本女子大学の佐藤和人理事長・学長は「庄三郎さんは日本発展のため、女性の活躍が重要であることを学生に説いていた」と話し、「共に女子大設立に協力した広岡浅子さんにとって最大の恩人」と強調、それぞれ感謝の意を表した。

## 家族・親族
土倉家
- 長男・鶴松（1867年 - ?）[2]
- 二男・龍治郎（1870年[2] - 1938年、実業家）
- 長女・登美（1869年 - 1957年、東京士族、原六郎の妻）[2]
- 二女・満佐（1871年 - 1946年、子爵内田康哉の妻）[2] - 政、政子とも表記。同志社女学校を卒業後渡米しブリンマーカレッジを1897年に卒業、1899年に内田と結婚した。
- 三女・大伊登（1874年 - ?、兵庫士族、医師・川本恂蔵の妻）[2]
- 四女・小伊登（1874年 - ?、熊本、医師・佐伯理一郎の妻）[2]
- 五女・スエ（1880年 - ?、兵庫士族、日本興業銀行理事・青木鉄太郞の妻）[2]
- 孫・冨士雄[2]（1908年 - 1983年、龍治郎の子。カルピス食品工業社長）
- 孫・麻（1914年 - 2008年、鶴松の子。陸上競技選手・1932年ロサンゼルスオリンピック代表。田島直人の妻）[6]